# Миллион на Рождество
«Миллион на рождество»
(англ. Christmas on Wonderland) — рождественская комедия 2007 года. Фильм повествует о троих детях, которые переезжают со своим отцом из Лос-Анджелеса в Эдмонтон, где они ловят группу фальшивомонетчиков во время рождественских покупок.

## Сюжет
Когда семья Саундерсов переехала в небольшой провинциальный городок, был как раз канун Рождества. Но утомительный процесс переселения, проблемы с деньгами и общее напряжение среди членов семьи совсем не способствовали созданию праздничного настроения. Да ко всему в придачу мама троих детей внезапно задерживается в аэропорту, и все предрождественские хлопоты ложатся на плечи главы семьи.
Вместе со своими наследниками отец отправляется в самый крупный в городе супермаркет — там ему предстоит совершить все необходимые покупки к празднику. Но события начинают разворачиваться совсем не так, как этого ожидал мистер Саундерс, потому что в магазине один из его детей находит… сумку с миллионом долларов!

## В ролях
Мэтью Найт — Брайан Сандерс
Крис Кэттэн — Лео Кардоса
Кэмерон Брайт — Дэнни Сандерс
Престон Лэйси — Шелдон Картоса, брат Лео Кардосы
Кармен Электра — Джинджер Пичем
Тим Карри — Гордон МакЛуш
Патрик Суэйзи — Уэйн Сандерс
Эми Шлагель — Мэри Сандерс

## Критика
Обозреватель The Guardian.Кэтрин Шорд удостоила фильм только одной «звезды» из пяти. По её мнению, слабый и болезненный интерес к этой комедии может обеспечить только безвременная кончина Патрика Суэйзи. В противном случае, фильм, несмотря на сильный каст, продолжал бы пылиться на полке.